# Équipe cycliste Fenixs
L'équipe cycliste Fenixs est une ancienne équipe cycliste féminine basée en Italie. Elle avait son siège à Prato près de Florence en Toscane. Elle était dirigée par  Andrea Carlesi et Daniele Gadenz. Svetlana Boubnenkova en a notamment fait partie.

## Histoire de l'équipe
En 2010, l'équipe fusionne avec l'équipe Petrogradets.
Elle avait son siège à Prato près de Florence en Toscane.

## Classements UCI
Ce tableau présente les places de l'équipe Fenixs au classement de l'Union cycliste internationale en fin de saison, ainsi que ses meilleures coureuses au classement individuel.
| Année | Classement par équipes | Meilleure coureuse au classement individuel |
| 2005  | 7e                     | Svetlana Boubnenkova(6e)                    |
| 2006  | 6e                     | Svetlana Boubnenkova (6e)                   |
| 2007  | 26e                    | Natalia Boyarskaya (40e)                    |
| 2008  | 11e                    | Joanne Kiesanowski (41e)                    |
| 2009  | 15e                    | Svetlana Boubnenkova (25e)                  |
| 2010  | 15e                    | Alexandra Burchenkova (67e)                 |

L'équipe participe également aux manches de la Coupe du monde. Le tableau ci-dessous présente les classements de l'équipe sur ce circuit, ainsi que sa meilleure coureuse au classement individuel.
| Année | Classement par équipes | Meilleure coureuse au classement individuel |
| 2005  | -                      | Svetlana Boubnenkova (59e)                  |
| 2006  | 33e                    | Olga Slyusareva (32e)                       |
| 2007  | 22e                    | Olga Slyusareva (58e)                       |
| 2008  | 40e                    | Monia Baccaille (123e)                      |
| 2009  | 19e                    | Catherine Hare Willianson (47e)             |
| 2010  | 16e                    | Natalia Boyarskaya (37e)                    |

## Principales victoires

### Compétitions internationales
Cyclisme sur route
- Championnat d'Europe : 1
  - Course en ligne espoirs : 2010 (Alexandra Burchenkova)

### Championnats nationaux
Cyclisme sur route
- Championnats d'Irlande : 1
  - Course en ligne : 2008 (Siobhan Dervan)
- Championnats du Luxembourg : 1
  - Course en ligne : 2007 (Suzie Godart)
- Championnats de Russie : 4
  - Contre-la-montre : 2005 (Svetlana Boubnenkova), 2007 (Tatiana Antoshina)
  - Course en ligne : 2005 (Julia Martisova), 2007 (Natalia Boyarskaya)
- Championnats du Salvador : 2
  - Contre-la-montre : 2009 (Evelyn García)
  - Course en ligne : 2009 (Evelyn García)

Cyclo-cross
- Championnats d'Italie : 1
  - Espoirs : 2007 (Ilaria Rinaldi)
- Championnats du Luxembourg : 1
  - Élise : 2008 (Suzie Godart)

## Encadrement
Durant toute l'existence de l'équipe, son représentant auprès de l'UCI est Andrea Carlesi. Il est officiellement gérant de l'équipe en 2006 et 2009. De 2005 à 2008, le directeur de la formation est Daniele Gadenz. En 2009, il est officiellement assistant. De 2008 à 2010, Marc Godart occupe alternativement les postes de directeur et d'assistant au gérant. Giancarlo Montedori est adjoint en 2008. En 2010, Francesco Fabbri, en provenance de l'équipe Selle Italia Ghezzi, et Igor Kuznetsov sont les assistants à la gestion de l'équipe.

## Dopage
En 2007, Svetlana Boubnenkova, alors leader de l'équipe, est contrôlée positive à l'EPO lors du critérium international féminin de cyclisme de Bobigny. Elle est suspendue deux ans à partir d'avril 2007 et perd ses résultats obtenus entre juin et septembre 2007,.

## Fenixs - Petrogradets en 2010

### Arrivée et départs
| Arrivées                  | Équipe 2009          |
| ------------------------- | -------------------- |
| Marta Bastianelli         | Retour de suspension |
| Alexandra Burchenkova     | Petrogradets         |
| Béatrice Godart           |                      |
| Giuseppina Grassi Herrera | Selle Italia Ghezzi  |
| Yulia Ilinykh             | Petrogradets         |
| Maria Kazachenko          | Petrogradets         |
| Monica Holler             | Bigla                |
| Irina Molicheva           | Petrogradets         |
| Elena Novikova            | Petrogradets         |
| Aleksandra Pyatkova       |                      |
| Marta Vila Josana Andreu  |                      |

| Départs                   | Équipe 2010 |
| ------------------------- | ----------- |
| Jessica Cocchi            |             |
| Maddalena Dinato          |             |
| Evelyn Garcia             | Élite 2     |
| Suzie Godart              |             |
| Catherine Hare Willianson |             |
| Corine Hierckens          |             |
| Siobhan Horgan            |             |
| Urte Juodvalkyte          |             |
| Alice Marmorini           |             |
| Lorenza Morfin            |             |
| Ilaria Rinaldi            |             |
| Tatiana Stiajkina         |             |
| Nadežda Vlasova           |             |

### Effectif
| Cycliste                                 | Date de naissance | Nationalité | Équipe 2009          |  |
| ---------------------------------------- | ----------------- | ----------- | -------------------- |  |
| Karin Aune                               | 29 avril 1975     | Suède       | Fenixs               |  |
| Marta Bastianelli                        | 30 avril 1987     | Italie      | Retour de suspension |  |
| Natalia Boyarskaya                       | 27 février 1983   | Russie      | Fenixs               |  |
| Alexandra Burchenkova                    | 16 septembre 1988 | Russie      | Petrogradets         |  |
| Béatrice Godart                          | 1er mai 1989      | Luxembourg  |                      |  |
| Giuseppina Grassi Herrera                | 29 août 1976      | Mexique     | Selle Italia Ghezzi  |  |
| Monica Holler                            | 15 mai 1984       | Suède       | Bigla                |  |
| Yulia Ilinykh                            | 6 octobre 1985    | Russie      | Petrogradets         |  |
| Maria Kazachenko                         | 28 mars 1987      | Russie      | Petrogradets         |  |
| Irina Molicheva                          | 12 novembre 1988  | Russie      | Petrogradets         |  |
| Elena Novikova                           | 7 octobre 1975    | Russie      | Petrogradets         |  |
| Aleksandra Pyatkova                      | 14 avril 1991     | Russie      |                      |  |
| Svetlana Stolbova (Svetlana Boubnenkova) | 2 janvier 1973    | Russie      | Fenixs               |  |
| Marta Vila Josana Andreu                 | 13 mars 1975      | Espagne     |                      |  |

### Résultats
| Date       | Course                                 | Pays | Classe | Vainqueur             |
| ---------- | -------------------------------------- | ---- | ------ | --------------------- |
| 15 juillet | Championnat d'Europe sur route espoirs |      |        | Alexandra Burchenkova |

### Classement UCI
| Rang | Coureur                   | Points |
| ---- | ------------------------- | ------ |
| 67   | Alexandra Burchenkova     | 61     |
| 91   | Natalia Boyarskaya        | 34     |
| 113  | Irina Molicheva           | 25     |
| 120  | Marta Bastianelli         | 23     |
| 168  | Karin Aune                | 12     |
| 213  | Giuseppina Grassi Herrera | 8      |
| 267  | Suzie Godart              | 5      |
| 286  | Yulia Ilinykh             | 5      |
| 302  | Marta Vila Josana Andreu  | 3      |

### Dissolution de l'équipe
| Arrivées | Équipe 2010 |
| -------- | ----------- |

| Départs                                  | Équipe 2011 |
| ---------------------------------------- | ----------- |
| Karin Aune                               |             |
| Marta Bastianelli                        |             |
| Svetlana Stolbova (Svetlana Boubnenkova) |             |
| Natalia Boyarskaya                       |             |
| Alexandra Burchenkova                    |             |
| Béatrice Godart                          |             |
| Giuseppina Grassi Herrera                |             |
| Yulia Ilinykh                            |             |
| Maria Kazachenko                         |             |
| Monica Holler                            |             |
| Irina Molicheva                          |             |
| Elena Novikova                           |             |
| Aleksandra Pyatkova                      |             |
| Marta Vila Josana Andreu                 |             |